# Josep Solé Barberà
Josep Solé Barberà (Llivia, Gerona, 1913 - Barcelona, 4 de enero de 1988) fue un abogado y político español.

## Biografía
Fue miembro del Bloque Obrero y Campesino y en 1936 ingresó en el Partido Socialista Unificado de Cataluña (PSUC). Durante la guerra civil española fue Juez de Primera Instancia de Reus, y poco después comisario político de batallón. En febrero de 1939 fue capturado por tropas franquistas y condenado a muerte, pero indultado y finalmente liberado en 1944, aunque inhabilitado para ejercer la abogacía, hasta que la inhabilitación fue levantada años después.
Actuó como defensor en el proceso de Burgos (1970) y participó en la Asamblea de Cataluña como representante del PSUC. Después fue portavoz del PSUC hasta la legalización del partido en 1977. Cabeza de lista de su formación por la circunscripción electoral de Tarragona en las primeras elecciones generales de 1977, fue elegido diputado al Congreso. Miembro de la ponencia que redactó el estatuto de autonomía de Cataluña de 1979. Se volvió a presentar a las elecciones generales de 1979 y fue reelegido hasta 1982.